# Welcome 2 Detroit (album)
Ne pas confondre avec la chanson Welcome 2 Detroit de Trick-Trick.
Albums de J Dilla
Vol. 1: Unreleased
(2002)
Welcome 2 Detroit est le premier album studio du producteur de hip-hop américain J Dilla, sorti le 27 février 2001.

## Critiques
Welcome 2 Detroit recueille des critiques positives.

## Liste des titres
Toute la musique est composée par J Dilla, excepté The Clapper produit par Karriem Riggins et coproduit par Dilla.
| 1.    | Welcome 2 Detroit                                                      | 0:49 |
| 2.    | Y'all Ain't Ready                                                      | 1:28 |
| 3.    | Think Twice (featuring Dwele)                                          | 3:52 |
| 4.    | The Clapper (featuring Blu)                                            | 2:06 |
| 5.    | Come Get It (featuring Elzhi)                                          | 5:02 |
| 6.    | Pause (featuring Frank n Dank)                                         | 2:45 |
| 7.    | B.B.E. (Big Booty Express)                                             | 2:12 |
| 8.    | Beej-N-Dem Pt. 2 (featuring Beej)                                      | 2:49 |
| 9.    | Brazilian Groove (EWF)                                                 | 1:30 |
| 10.   | It's Like That (featuring Hodge Podge (Big Tone) and Lacks (Ta'Raach)) | 4:05 |
| 11.   | Give It Up                                                             | 3:08 |
| 12.   | Rico Suave Bossa Nova                                                  | 1:25 |
| 13.   | Featuring Phat Kat (featuring Phat Kat)                                | 3:43 |
| 14.   | Shake It Down                                                          | 2:55 |
| 15.   | African Rhythms                                                        | 1:36 |
| 16.   | One                                                                    | 1:30 |
| 41:04 |                                                                        |      |